# 李江南
李江南（1962年—），中华人民共和国男性政治人物，湖南省湘潭市人，汉族，中共党籍。曾任湘潭市人大常委会副主任、党组书记，第十三届全国人大代表。现任湘潭市关工委主任。

## 生平
李江南生于今湘潭县杨嘉桥镇叠福村。1978年，李江南考入湖南农学院湘潭分院，在农学系农学专业就读。1981年毕业后，成为共青团湘潭县委干部，期间于1983年加入中国共产党。先后担任湘潭市团委市委工农部副部长、办公室副主任、青少年宫主任、市委工农部部长、团委副书记、书记等职务。
1995年，升任中共湘乡市委副书记，期间，他曾于1994年至1996年在湖南大学国际商学院就读，并获得工商管理硕士学位。1997年，升任湘乡市人民政府市长。1999年，调任新成立的娄底市，成为首任中共娄星区委书记、区人民政府区长。
2001年，升任中共冷水江市委书记、市人武部党委第一书记，2003年，升任中共娄底市委常委，并于翌年2月改任市委秘书长、市委办主任。2005年，改任娄底市委组织部部长，并于2007年兼任市总工会主席。
2011年9月，回到家乡湘潭，出任该市党委常委、宣传部长。2013年，升任湘潭市委副书记。2015年1月，当选为湘潭市人大常委会党组书记、副主任。2018年2月24日，当选为第十三届全国人大代表。2022年1月，卸任湘潭市人大常委会副主任。2021年，成为湖南省人民代表大会教育科学文化卫生委员会副主任委员。换届卸任後，李江南继续以湘潭市关心下一代工作委员会主任的身份活跃于湖南省内。

## 外部連結
- 全国人大代表李江南：描绘新时代蓝图 吹响新征程号角

| 中華人民共和國政府职务 | 中華人民共和國政府职务                  | 中華人民共和國政府职务 |
| ---------------------- | --------------------------------------- | ---------------------- |
| 前任者： 阳祖耀        | 湘乡市人民政府市长 1997年8月–1999年12月 | 繼任者： ?             |